# کاستیلوس
کاستیلیوس (به اسپانیایی: Castillos) شهری در کشور اروگوئه، استان روچا است که جمعیت آن در سرشماری سال ۲۰۰۴ میلادی ۷٬۶۴۹ نفر بوده‌است.